# Agonita bicolor
Agonita bicolor es un coleóptero de la familia Chrysomelidae.
Fue descrita científicamente por primera vez en 1897 por Gestro.